# Жилич, Анатолий Георгиевич
Анатолий Георгиевич Жилич (25 мая 1930, Ленинград — 27 января 1994, Санкт-Петербург) — советский и российский физик, доктор физико-математических наук, профессор.

## Биография
Родился 25 мая 1930 года в Ленинграде. В 1941—1944 годах был в эвакуации на Севере. Его мама осталась работать в блокированном городе, а отец ушёл на фронт. После окончания Великой Отечественной войны окончил школу с золотой медалью. В 1948 году поступил на физический факультет Ленинградского государственного университета, окончив который был оставлен в аспирантуре.

## Научная деятельность
В 1957 году под руководством П. П. Павинского защитил кандидатскую диссертацию на тему «Экситоны малого радиуса в кристаллах закиси меди». Именно А. Г. Жиличем совместно с аспирантом В. П. Макаровым были выполнены основные фундаментальные работы в области теории экситонного поглощения света в полупроводниках в присутствии внешних электрического и магнитного полей, а также полей механических напряжений. В дальнейшем научные интересы А. Г. Жилича значительно расширились и сконцентрировались в виде направления, известного как оптические эффекты в полупроводниках во внешних полях.
В 1960-х годах занялся исследованиями поведения водородоподобных систем (экситонов, примесных центров и др.) в сильном магнитном поле. А. Г. Жиличем совместно с Б. С. Монозоном был развит метод адиабатического разделения переменных в квантовомеханической задаче о состояниях кулоновской частицы в сильном магнитном поле. Он был успешно применён для теоретических расчётов экситонных спектров магнитопоглощения и их сравнения с имеющимся экспериментом. Более того, эти расчёты стимулировали многочисленные работы, предпринятые, в частности, в ФТИ им. А. Ф. Иоффе, благодаря которым так называемые диамагнитные экситоны оказались к настоящему времени обнаруженными практически во всех полупроводниковых соединениях групп {\displaystyle A_{3}B_{5},A_{2}B_{6}}. Результаты, полученные А.Г. Жиличем при решении данного цикла задач, стали широко использоваться и продолжают применяться сейчас астрофизиками при изучении возбуждённых состояний атомов газообразной среды в гигантских магнитных полях звёздных образований. Результатом этого стала защита докторской диссертации на тему «Структура экситонов в кристаллах полупроводников».
В начале 1970-х годов в области теории полупроводников выдвинулись проблемы, связанные с оптически анизотропными полупроводниками и полупроводниками с узкой запрещённой зоной. А. Г. Жиличем (совместно с Б. С. Монозоном) был написан большой цикл статей, посвящённых поглощению света в оптически анизотропных и узкозонных полупроводниках во внешних электрическом и магнитном полях. В нём рассматривались оптические переходы свободных носителей и связанных в экситон большого радиуса, изучалось действие как параллельных, так и скрещенных электрического и магнитного полей, исследовалось однофотонное поглощение слабой волны и многофотонное, вызванное действием интенсивного лазерного источника, рассчитывались обычные и дифференциальные оптические спектры, позволяющие выявить тонкие детали, недоступные при ином подходе. Одним из следствий этого цикла явилась интерпретация экспериментального спектра магнитопоглощения узкозонного полупроводника {\displaystyle InSb}, снятого в Массачусетском технологическом институте (США) и не находившего своего объяснения свыше 10 лет. По результатам данных работ А. Г. Жиличем (в соавторстве с Б. С. Монозоном) была написана книга «Магнито- и электропоглощение света в полупроводниках».
В работах совместно с А. А. Киселёвым и В. П. Смирновым был получен целый ряд результатов. Идеи перестановочно-инверсионной симметрии были распространены на нежёсткие кристаллы. Построение для таких объектов групп обобщённой симметрии и теоретико-групповая классификация состояний были успешно проиллюстрированы сначала на примере линейной цепочки вращающихся гомоядерных двухатомных молекул, а затем и на кристалле {\displaystyle NaNO_{3}} в пластической фазе. Результаты, полученные на основе нового групп-теоретического подхода, впоследствии составили содержание большого раздела книги «Теоретико-групповые методы в физике», изданной в Лондоне в 1986 году.
Автор около 100 печатных работ, опубликованных в основном в отечественных ведущих академических журналах («ЖЭТФ», «Физика твёрдого тела», «Физика и техника полупроводников») и за рубежом (Physical Review, J. Phys. Solid State).
В течение 30 лет читал на физическом факультете ЛГУ общий курс теоретической механики и спецкурс по теории твёрдого тела.

## Избранная библиография
- Жилич А. Г. Сверхпроводимость // Физика на пороге новых открытий. — Л.: Изд-во ЛГУ, 1990.
- Жилич А. Г. Сверхтекучесть // Физика на пороге новых открытий. — Л.: Изд-во ЛГУ, 1990.
- Жилич А. Г., Монозон Б. С. Магнито- и электропоглощение света в полупроводниках. — Л.: Изд-во ЛГУ, 1984.